# Бричаны
Брича́ны (также Бричень; рум. Briceni) — город в Молдове, центр Бричанского района.

## География
Расположен на севере страны, недалеко от границы с Украиной в большой низине, созданной речками Лопатник и Вилия, на расстоянии 230 км от Кишинёва.

## Этимология
Название Бричаны происходит от слова «бричаг» — нож, орудие труда местных мастеров. Этот инструмент использовался также для самообороны и ведения боя.
По другой версии, название происходит от слова «бричка». Их изготавливали здесь и продавали на знаменитом рынке, куда съезжались со всех окрестностей.

## История
Самое старое документальное упоминание о Бричанах — 1562 год. Бричаны стали активно заселяться евреями — выходцами с Украины и Польши — после печально известных погромов времён Богдана Хмельницкого. В конце XVIII века в местечке была построена первая синагога. Евреи составляли большинство населения вплоть до второй мировой войны.
В 1817 году в Бричанах жили 137 еврейских семей; в 1847—602. В 1897 году евреи составляли 7184 чел. (96,5 % населения), в 1930 — 5354 чел. (95 %), в 1989—315, в 1991 — 130.
В 1827 году в Бричанах открылась «талмуд-тора», в 1847 — еврейская школа, в 1863 — еврейское мужское училище, в 1909 — частное женское еврейское училище. В 1860-х годах в местечке имелось уже 5 синагог, а в начале XX века — 17 (каждый ремесленный цех имел свою синагогу!). Еврейский госпиталь действовал с 1885 года. В начале XX века действовали также еврейский дом престарелых, еврейская библиотека, общественная мацепекарня и ссудо-сберегательное товарищество (еврейский банк). Действовали также многочисленные общественные благотворительные организации. В 1906-м и 1917-м годах еврейская молодёжь Бричан дважды сорвала погромы, организовав отряды самообороны и активное сопротивление.
После присоединения Бессарабии к СССР в июне 1940 года, новые власти национализировали и превратили в Дом культуры центральную синагогу местечка, a затем сослали 80 местных евреев, в том числе председателя еврейской общины, доктора Абрама Трахтенбройта (1896—?), в Сибирь.
Но самый страшный период в жизни бричанских евреев, как и всех евреев Молдавии и Европы, настал с началом Второй мировой войны. 22 июля 1941 года румынские войска заняли Бричаны (город был включён в состав Губернаторства Буковина), а ещё через неделю — 28 июля — все евреи Бричан (из них эвакуировались единицы!) были изгнаны в Транснистрию. Из более чем пяти тысяч проживавших в Бричанах до войны евреев, в 1944 вернулись около тысячи. Кроме них здесь поселились и около двух тысяч евреев из Буковины, выживших в Транснистрии.
В 1944—1948 гг. в Бричанах действовала синагога. В 1950-х годах подпольный «миньян» собирался в доме раввина А. М. Оксмана. В последующие десятилетия почти все евреи иммигрировали в Израиль и другие страны. В данный момент еврейское население малочисленно (чуть более двух десятков во всём Бричанском районе).
Сегодняшнее население многонационально: украинцы, молдаване, русские, цыгане. В 1968 году население Бричан составляло 5,9 тыс. человек. Работал винодельческий завод.
В 2002 году утверждены флаг и герб города, в 2003 году — гимн на музыку композитора Сергея Маричука и слова поэтессы Дарьи Мотовильник. В том же году Бричаны были признаны победителем республиканского конкурса «Самый зелёный, самый благоустроенный и самый чистый город».
1 сентября 2012 ЛРМ начала сбор подпись за возврат названия улице «28 июня».
День города — 14 октября.
5 декабря 2022 во время атаки России на энергосистему Украины обломки иностранной ракеты упали неподалёку от города.

## Население
| Этнический состав |                |         |         |
| Национальность    | Национальность | %       | %       |
| Украинцы          | Украинцы       | 48.73 % | 48.73 % |
| Молдаване         | Молдаване      | 38.92 % | 38.92 % |
| Русские           | Русские        | 8.41 %  | 8.41 %  |
| Цыганы            | Цыганы         | 2.11 %  | 2.11 %  |
| Евреи             | Евреи          | 0.59 %  | 0.59 %  |
| Болгары           | Болгары        | 0.30 %  | 0.30 %  |
| Гагаузы           | Гагаузы        | 0.16 %  | 0.16 %  |
| другие            | другие         | 0.78 %  | 0.78 %  |

## Экономика
В городе работают 7 аптек, больница на 176 коек, поликлиника, функционируют 38 магазинов, 2 теоретических лицея (молдавский и русский), музыкальная и художественные школы, 3 детских сада, колледж, дом детского творчества, районная библиотека, районная газета, один стадион, 4 спортзала и 4 спортплощадки. Многочисленные заводы, работавшие в 1980—1990 годы (винодельческий, «секретный» в то время завод микродеталей «Луч», хлебный, сахарный, комбинат бытовых изделий и другие) теперь либо закрыты, либо пришли в полный упадок.